# Rathaus (Kleinwallstadt)

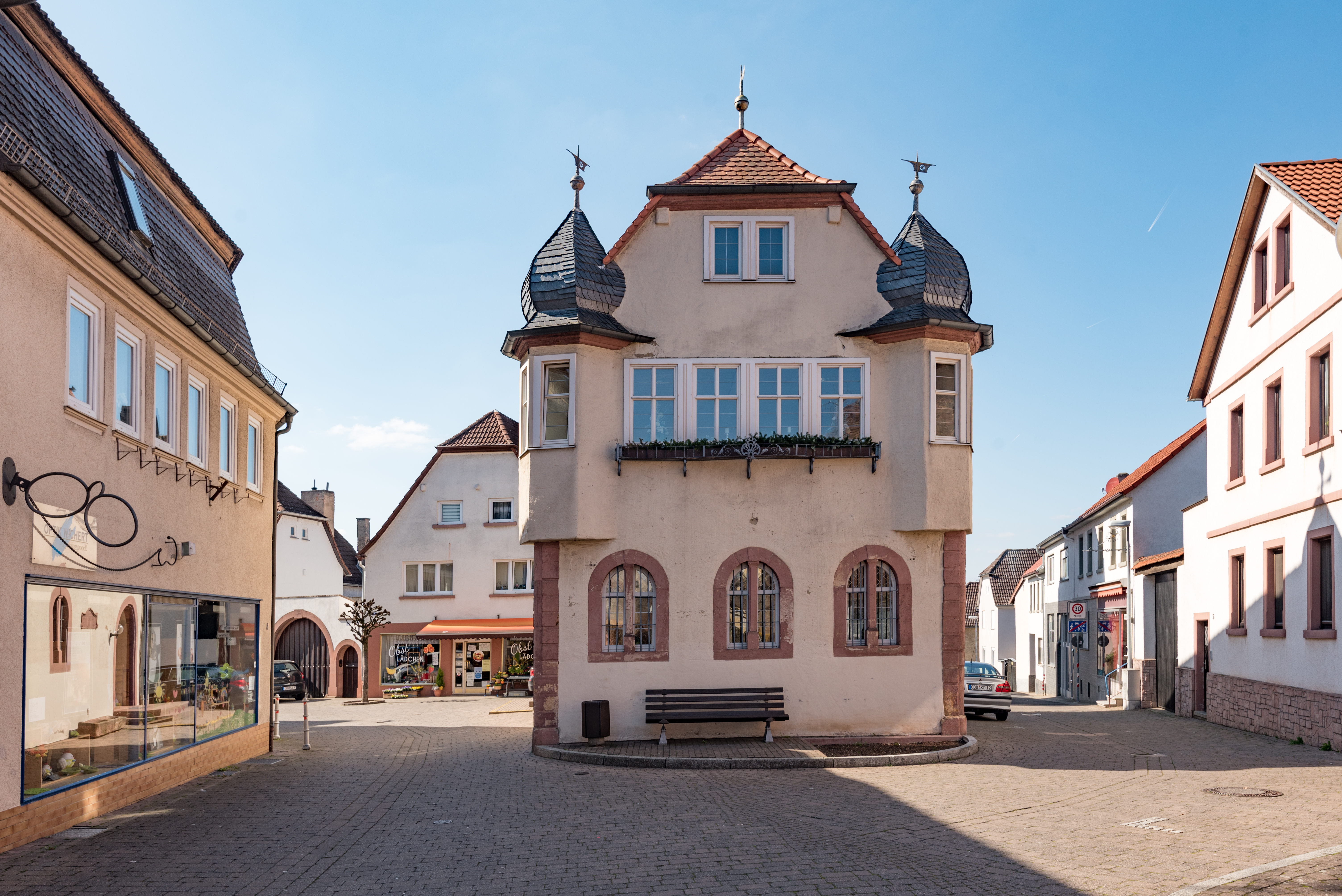
Ehemaliges Rathaus in Kleinwallstadt

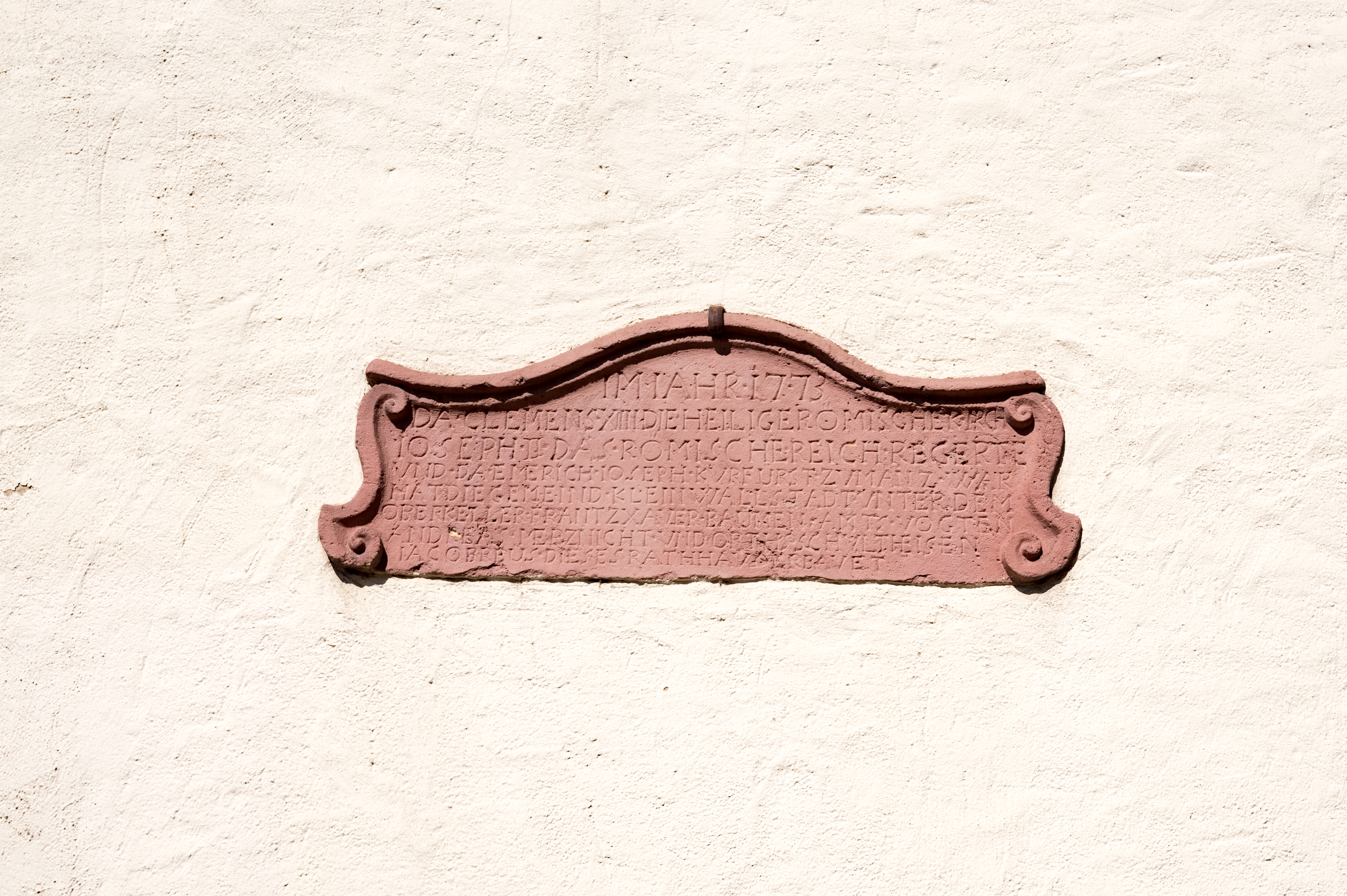
Bauinschrift

Das Rathaus in Kleinwallstadt, einer Marktgemeinde im unterfränkischen Landkreis Miltenberg in Bayern, wurde 1773 errichtet. Es ist im Kern aber älter. Das ehemalige Rathaus mit der Adresse Römer 1 ist ein geschütztes Baudenkmal. 
Der freistehende zweigeschossige Halbwalmdachbau hat im Erdgeschoss ein rundbogiges Tor und zweifluchtiges Rundbogenfenster. Das Fachwerkobergeschoss hat an der Ostseite polygonale Eckerker mit verschieferten Zwiebelhauben. 